# Edwin Samuel Montagu
Edwin Samuel Montagu (Londra, 6 febbraio 1879 – Londra, 15 novembre 1924) è stato un politico britannico.
Ricoprì in particolare l'incarico di Segretario di Stato per l'India dal 1917 al 1922.

## Biografia
Figlio di Ellen Cohen e Samuel Montagu, 1º barone di Swaythling, ricco banchiere e membro della Camera dei Comuni inglese, studiò al Clifton College (Bristol), alla City of London School, all'University College di Londra e al Trinity College di Cambridge.

## Carriera politica
Fu eletto membro del Parlamento nel 1906 come rappresentante di Chesterton fino al 1918, successivamente come rappresentante del Cambridgeshire sino al 1922. Fu segretario di Herbert Henry Asquith, primo ministro britannico dal 1908 al 1916 e leader del Partito Liberale.
Nel 1916 ricoprì l'incarico di Ministro delle Munizioni, tra il 1910 e il 1914 fu Sottosegretario di Stato per l'India e nel 1917 divenne Segretario di Stato per l'India. Fu il principale responsabile del Rapporto Montagu-Chelmsford che anticipò il Government of India Act 1919, atto parlamentare che pose le basi per l'autogoverno dell'India e per la successiva indipendenza del paese.
Guidò la delegazione indiana alla Conferenza di pace di Parigi del 1919.